# Galepsus damaranus orientalis
Galepsus damaranus orientalis es una subespecie de mantis de la familia Tarachodidae.

## Distribución geográfica
Se encuentra en Namibia, Zimbabue y Transvaal en (Sudáfrica).